# シャフティ市電
シャフティ市電（ロシア語: Шахтинский трамвай）は、かつてロシア連邦の都市・シャフティに存在した路面電車。1932年に開通し、郊外の鉱山への通勤輸送を始め多くの市民に利用されたが、2001年に廃止された。

## 概要
シャフティは、現：ロシア連邦ロストフ州に位置する、豊富な資源を有する炭鉱都市である。この街をより文化的にするというスローガンの元、路面電車が開通したのは10月革命から10周年を迎えた1932年11月7日で、翌11月13日から定期運転を開始した。翌1933年には2つの路線が完成し、以降もシャフティ近郊の炭鉱へ接続する路線や鉄道と交差する踏切を含めた延伸が続き、第二次世界大戦（大祖国戦争）直前までに総延長22 kmの路線網が築かれていた。
大祖国戦争中の1942年にシャフティはドイツ軍の占領下に置かれ、路面電車も運行停止を余儀なくされた。営業運転が再開されたのは解放後の1944年11月5日で、以降は路線の復興が進み、1962年以降は5つの系統による運行が行われた。1979年の時点で全長35 km、車両数68両の路線網を有し、ボギー車のKTM-5M3が主力車両として使用されていた。また、区間によっては2分間隔の高頻度運転も実施されていた。
だが、ソビエト連邦の崩壊後は経済の混乱の影響を受けてシャフティ郊外の鉱山が閉鎖し、シャフティの経済は大きな打撃を受けた。加えて職を失った市民によるミニバス運行業者の乱立を受けて市電の利用客は減少の一途を辿り、老朽化した車両や施設の更新もままならない状態となった。その結果、1990年代以降は路線網が次々に縮小していき、最後に残された路線も安全性低下を理由に交通警察から撤去要請が出された事で2001年12月7日をもって廃止された。その後は線路、施設共に全て解体され、車両も現存しない。